# Eseosa Aigbogun
Eseosa Aigbogun és una davantera de futbol internacional amb 30 internacionalitats per Suïssa, Va marcar l'únic gol de Suïssa al Mundial sub-20 2012. El seu primer Mundial absolut va ser Canadà 2015, i també va marcar un gol.

## Trajectòria
| Temporades    | Lliga             | Club              | P  | G  | Actualitzat |
| ------------- | ----------------- | ----------------- | -- | -- | ----------- |
| 09/10 - 10/11 | D1                | FC Zürich         |    |    |             |
| 11/12 - 15/16 | D1                | FC Basel          |    |    |             |
| 16/17 - act.  | D1                | Turbine Potsdam   | 11 | 01 | 10/02/2017  |
|               |                   |                   |    |    |             |
| 2013 - act.   | Selecció absoluta | Selecció absoluta | 34 | 03 | 10/02/2017  |

## Palmarès
| Títols — Seleccions nacionals            |       |
|                                          |       |
| Títols — Clubs                           |       |
| 1 Lliga                                  | 09/10 |
| 1 Copa                                   | 13/14 |
| Reconeixements — Premis                  |       |
|                                          |       |
| Reconeixements — Seleccions de jugadores |       |
|                                          |       |